# Миту језик
Миту језик је изумрли језик из породице нило-сахарских језика, централносуданске гране. Њиме се служило становништво у јужном делу Јужног Судана.